# Allophylus nitidulus
Allophylus nitidulus är en kinesträdsväxtart som först beskrevs av Triana & Planch., och fick sitt nu gällande namn av Ludwig Radlkofer. Allophylus nitidulus ingår i släktet Allophylus och familjen kinesträdsväxter. Inga underarter finns listade i Catalogue of Life.